# Linda Smircich
Linda Mary Smircich (* 1948) ist eine amerikanische Organisationstheoretikerin und Hochschullehrerin. Sie ist Professorin für Organisationstheorie und Management an der Isenberg School of Management der University of Massachusetts Amherst.

## Leben
1969 machte Smircich mit einem Bachelor-Abschluss an der State University of New York in Oswego den ersten Schritt in die akademische Welt. Sie wechselte an die Management School der Syracuse University, wo sie 1975 ihren Master of Business Administration (MBA) und 1978 ihren Doktorgrad erlangte. Von 1978 bis 1982 lehrte sie an der Pennsylvania State University und hatte eine Gastprofessur an der Åbo Akademi in Turku (Finnland) inne. Weitere Gastprofessuren brachten sie beispielsweise und an die Universität Göteborg. Von 1998 bis 2001 leitete sie die Fakultät an der Universität. Seit 1993 ist sie Professorin für Organisationstheorie und Management an der Isenberg School of Management.
Smircich sammelte Erfahrungen in der Arbeitswelt auch außerhalb von Universitäten und wurde nach eigenen Angaben durch ihre Erfahrungen mit New York Telephone Co. (heute Verizon Communications) neugierig auf die Gründe, warum Organisationen so sind, wie sie sind.

## Forschung und Lehre
Smircich ist als Ökonomin im Bereich Managementlehre mit den Schwerpunkten Organisationstheorie und Organizational Behaviour tätig. Ihre frühen Arbeiten in den 1980er Jahren befassten sich insbesondere mit den Themen Organisationsforschung, Organisationskultur, Organisationsalternativen, Arbeiter-Eigentum an Unternehmen, Unternehmertum, Organisationsveränderung (Change Management)
und Genderforschung. Aufmerksamkeit erlangte sie insbesondere durch ihre gemeinsam mit Gareth Morgan veröffentlichte Arbeit The Case for Qualitative Research (1980). Hier schlugen die Autoren eine Klassifizierung von Forschungsmethoden vor, die sich nach einem Kontinuum zwischen subjektivistischen und objektivistischen Denkmodellen orientiert und bis heute einflussreich in der Einordnung von sozialwissenschaftlichen Forschungsarbeiten ist.
Aufbauend auf einer Kritik der vorwiegend quantitativen Forschung der 1960er und 1970er, wie sie beispielsweise durch die Aston-Gruppe durchgeführt wurden, diskutiert der Artikel die verschiedenen im Wettbewerb stehenden Methoden der soziologischen Forschung, wobei qualitative Methoden in den breiteren philosophischen Annahmen über das Wesen von Realität und Wissen verortet werden.:647 Nach diesem Ansatz wird das Denken durch die eingesetzten Metaphern in bestimmte Bahnen gelenkt und beschränkt. Bis heute wird das in diesem Artikel vorgestellte Schema verwendet, um die Arbeiten von Soziologen in die Forschung einzuordnen.
|                                      | Subjektivistische Ansätze zu den Sozialwissenschaften                                                                                          | {\displaystyle \longleftarrow \longrightarrow }                                                         | Objektivistische Ansätze zu den Sozialwissenschaften | |                                                                                         | |
| Grundlegende ontologische Annahmen   | Realität als Projektion menschlichen Vorstellungsvermögens. Individuelle Erfahrung & Bewusstheit Transzendentale Phänomenologie und Sophismus. | Realität als soziale Konstruktion Individuen erzeugen Bedeutungen durch Sprache, Routinen, Symbole usw. | Realität als der Bereich eines symbolischen Diskurses Bedeutung wird in menschlicher Aktivität und Interaktion erhalten, beide regelartigen Aktivitäten und Veränderungen unterworfen. | Realität als ein kontextuelles Feld von Informationen. Anpassung und Veränderung während Informationen ausgetauscht werden. | Realität als ein konkreter Prozess. Interagierende, evolvierende und bedingte Prozesse. | Realität als eine konkrete Struktur Bestehend aus Komponenten, deren Verhalten und Aktivitäten konkret beobachtet wird. |
| Annahmen über die Natur des Menschen | Der Mensch als reiner Geist, Bewusstheit und Dasein.                                                                                           | Der Mensch als Konstrukteur, der Erzeuger von Symbolen.                                                 | Der Mensch als Akteur, der Verwender von Symbolen. | Der Mensch als Informationsverarbeiter.                                                                                     | Der Mensch als Sich-Anpassender.                                                        | Der Mensch als Reagierer.                                                                                               |
| Epistemologischer Standpunkt         | Phemomenologische Einsicht, Enthüllung. | Verständnis, wie soziale Realität entsteht.                                                             | Das Muster des symbolischen Diskurses verstehen. | Den Zusammenhang zu kartieren.                                                                                              | Systemprozess erforschen, verändern.                                                    | Eine Naturwissenschaft zu erzeugen.                                                                                     |
| Bevorzugte Metaphern                 | Transzendent | Sprachspiele und Fertigkeitstexte                                                                       | Theaterkultur | Kybernetik | Organismus                                                                              | Maschine |
| Forschungsmethoden                   | Exploration der reinen Subjektivität | Hermeneutik                                                                                             | Symbolische Analyse, soziale Aktivitätentheorie | Kontextuelle Analyse von Gestalten                                                                                          | Historische Analyse                                                                     | Laborexperimente, Umfragen                                                                                              |
| Beispielhafte Forschung              | | | Erving Goffman | | Paul R. Lawrence und Jay Lorsch                                                         | Eric Lansdown Trist |

Ebenso erwähnenswert sind ihre Arbeiten mit Marta Calás über Organisationskultur, wo Smircich als kritische Beobachterin jenseits des Forschungs-Mainstreams geachtet wird.

## Bibliografie

### Bücher
- Organizations as shared meanings. 1992.
- Authenticity in the superior-subordinate relationship : its measurement and relationship to commitment, involvement, role clarity, influence style, and satisfaction. 1992.
- Rewriting gender into organization theorizing. 1993.
- Critical perspectives on organization and management. 1995.
- Postmodern management theory. 1997.
- mit Marta B Calás: From "the woman's" point of view, feminist approaches to organization studies. 1999.

### Artikel
- Gareth Morgan, Linda Smircich: The Case for Qualitative Research. In: The Academy of Management Review. Vol. 5, No. 4, Okt 1980, S. 491–500.
- L. Smircich, G. Morgan: Leadership: The Management of Meaning. In: The Journal of Applied Behavioral Science. Band 18, 1982, S. 257–273. doi:10.1177/002188638201800303
- L. Smircich: Concepts of Culture and Organizational Analysis. In: Administrative Science Quarterly. Band 28, Nr. 3, 1983, S. 339–358.
- M. B. Calas, L. Smircich: Engendering the Organizational: Organization Studies and Feminist Theorizing. In: P. Adler, P. du Gay, G. Morgan, M. Reed (Hrsg.): The Oxford Handbook of Sociology, Social Theory and Organization Studies: Contemporary Currents. Oxford University Press, London 2014.
- M. B. Calas, L. Smircich, E. Holvino: Theorizing Gender- and Organization: Changing Times. ...Changing Theories? In: S. Kumra, R. Simpson, R. Burke (Hrsg.): The Oxford Handbook of Gender in Organizations. Oxford University Press, London 2014.
- M. B. Calas, H. Ou, L. Smircich: ’Woman‘ on the Move: Mobile Subjectivities after Intersectionality. In: Equality, Diversity and Inclusion: An International Journal. Band 32, Nr. 8, 2013.